# 維吾爾特別法庭
維吾爾特別法庭（Uyghur Tribunal）是一个设在英国倫敦的独立法庭，旨在审查有关中国侵犯维吾尔族人民人权（新疆种族灭绝指控）的证据，并评估这些侵权行为是否构成《防止及惩治灭绝种族罪公约》规定的种族灭绝罪 。该法庭於2020年9月成立 。杰弗里·尼斯擔任首位主席。該法庭于2021年12月9日裁定中華人民共和國政府对维吾尔族犯下了种族灭绝的罪行，包括习近平在内的中国高层领导对针对穆斯林少数民族的行为负有 "主要责任"。法庭主席杰弗里·尼斯在宣讀判決書時表示："法庭确信，中华人民共和国實施了一项蓄意的、系统的和一致的政策，其目的是通过限制和减少维吾尔族人的出生来实现所谓的'优化'新疆人口的目標"。法庭的最终裁定不会在法律上要求任何政府采取行动，但該法庭的组织者希望法庭的听证会和报告能促使国际採取進一步行动，并帮助追究中国迫害维吾尔人的责任。 
根据法庭召集人杰弗里·尼斯的说法，该法庭是在 "没有其他办法将中国共产党集体或个人绳之以法 "的情况下召集的。
中国政府表示，该法庭實際上是 "对法律的亵渎"，並对该法庭及其组织者實施制裁。12月9日，中国外交部发言人称该法庭是“花钱请骗子、买谎言、作伪证，图谋炮制祸乱新疆、抹黑中国的政治工具。”“这场闹剧注定要被世人所唾弃、被历史扫进垃圾堆”。